# Шнаудерталь
Шнаудерталь (нім. Schnaudertal) — громада в Німеччині, розташована в землі Саксонія-Ангальт. Входить до складу району Бургенланд. Складова частина об'єднання громад Дройсігер-Цайтцер-Форст.
Площа — 20,71 км2. Населення становить 907 ос. (станом на 31 грудня 2021).